# Olivetti Prodest
Olivetti Prodest è stato il marchio con cui Olivetti ha distribuito tre home computer, incompatibili fra di loro, nella seconda metà degli anni Ottanta:
- Olivetti Prodest PC 128 (1986) — un Thomson MO6 rimarchiato, basato sul microprocessore Motorola 6809E a 1 MHz, la variante del Motorola 6809 che richiede un generatore di clock esterno;
- Olivetti Prodest PC 128 S (1987) — un BBC Master Compact rimarchiato, basato sul microprocessore 65SC12 a 2 MHz, una variante del WDC 65C05;
- Olivetti Prodest PC 1 (1987) — un PC IBM compatibile basato sul microprocessore NEC V40, una variante del NEC V20.
  - Olivetti Prodest PC 1HD (1989) — evoluzione del PC 1 con disco fisso e altre migliorie.

I primi due computer sono a 8 bit e hanno 128 kB di memoria RAM (da cui i loro nomi), mentre il PC1 è a 16 bit e ne ha 512 espandibili a 640 kB.

## Storia
Nel 1986, sulla scia del successo di Commodore e Sinclair Research, Olivetti lanciò questa linea per entrare nel mercato italiano degli home computer. A questo scopo venne fondata la società dedicata Olivetti Prodest s.p.a., a luglio 1986, con sede a Milano.
I primi due modelli, PC 128 e PC 128 S, sono adattamenti di computer già prodotti da due aziende straniere, rispettivamente Thomson MO6 della Thomson SA e BBC Master Compact dell'Acorn Computers, aziende nelle quali l'Olivetti aveva una partecipazione. Rispetto agli originali vennero semplicemente ricolorati e rimarchiati per l'Italia. Per i canoni della fascia domestica avevano discrete capacità hardware.
Nonostante le loro interessanti caratteristiche, la campagna pubblicitaria, e il supporto di una rivista mensile dedicata (Olivetti Prodest User del Gruppo Editoriale Jackson), queste macchine non riuscirono a essere competitive in confronto al Commodore 64 che dominava il mercato italiano. La loro presenza sul mercato nazionale fu comunque significativa.
Nel 1987 Olivetti istituì la società Prodest International s.p.a., con lo scopo di operare a livello internazionale nel campo dell'elettronica di consumo tramite una rete di consociate, tra cui le suddette Thomson e Acorn in Europa. Prodest International aveva sede a Ivrea e stabilimento produttivo a Pozzuoli.
Nonostante i precedenti insuccessi, Prodest International entrò nel settore computer domestici con il PC1, stavolta un sistema progettato e realizzato in Italia. Era pensato per la fascia semiprofessionale, ossia più vicino come capacità ai modelli da ufficio (essendo 100% IBM compatibile), ma a basso costo per il mercato domestico.
Il PC1 fu apprezzato dalla critica, ma Olivetti sottovalutò l'importanza delle capacità da videogioco nel mercato domestico, dove i più attrezzati Amiga e Atari ST dominavano la fascia a 16 bit. Inoltre anche gli IBM compatibili di fascia bassa, per l'uso casalingo e nelle piccole imprese, cominciavano a essere rappresentati da macchine di produzione asiatica. Il PC1 non riuscì pertanto a imporsi sul mercato domestico e delle piccole attività.
Allora Olivetti avviò due progetti migliorativi, non arrivati poi alla commercializzazione. L'Olivetti Prodest PC1 PLUS prevedeva un potenziamento con 640 kB di RAM, scheda audio, disco fisso da 20 MB e schermo LCD retroilluminato da 12". L'Olivetti Prodest PC2 sarebbe stato un sistema più professionale, con tastiera e monitor separati dal case e maggiore espandibilità, processore Intel 80286, 640 kB di RAM, scheda EGA, uscita MIDI, e uno o due drive integrati nel monitor. Il PC1 PLUS e il PC2 introducevano piena compatibilità con le schede di espansione ISA, mancante invece nel PC1.
Nel 1989 venne lanciato effettivamente il PC1HD, ispirato al progetto del PC1 PLUS, ma senza scheda audio di serie e senza schermo LCD. Neanche il PC1HD riuscì a competere con la concorrenza a 16 bit, per via del suo prezzo relativamente alto, circa 2.500.000 lire. Con questo si decise di interrompere la divisione Prodest International e la linea Olivetti Prodest.
Prodest International fu incorporata a fine 1990 dalla Olivetti Telecomunicazioni.
Il progetto del PC2 forse confluì nell'Olivetti M200, che a differenza del PC2 rimase ancora basato sul processore NEC V40 e sulla grafica CGA.
Nonostante l'abbandono della linea Prodest, Olivetti riprese nel 1990 a produrre PC per la fascia domestica con la linea Olivetti PCS.

## Galleria d'immagini

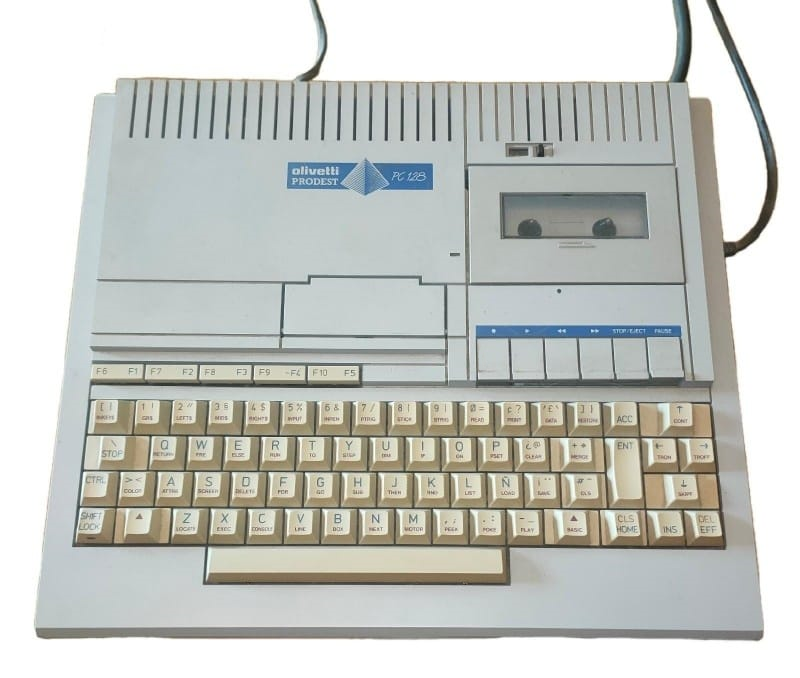
PC 128
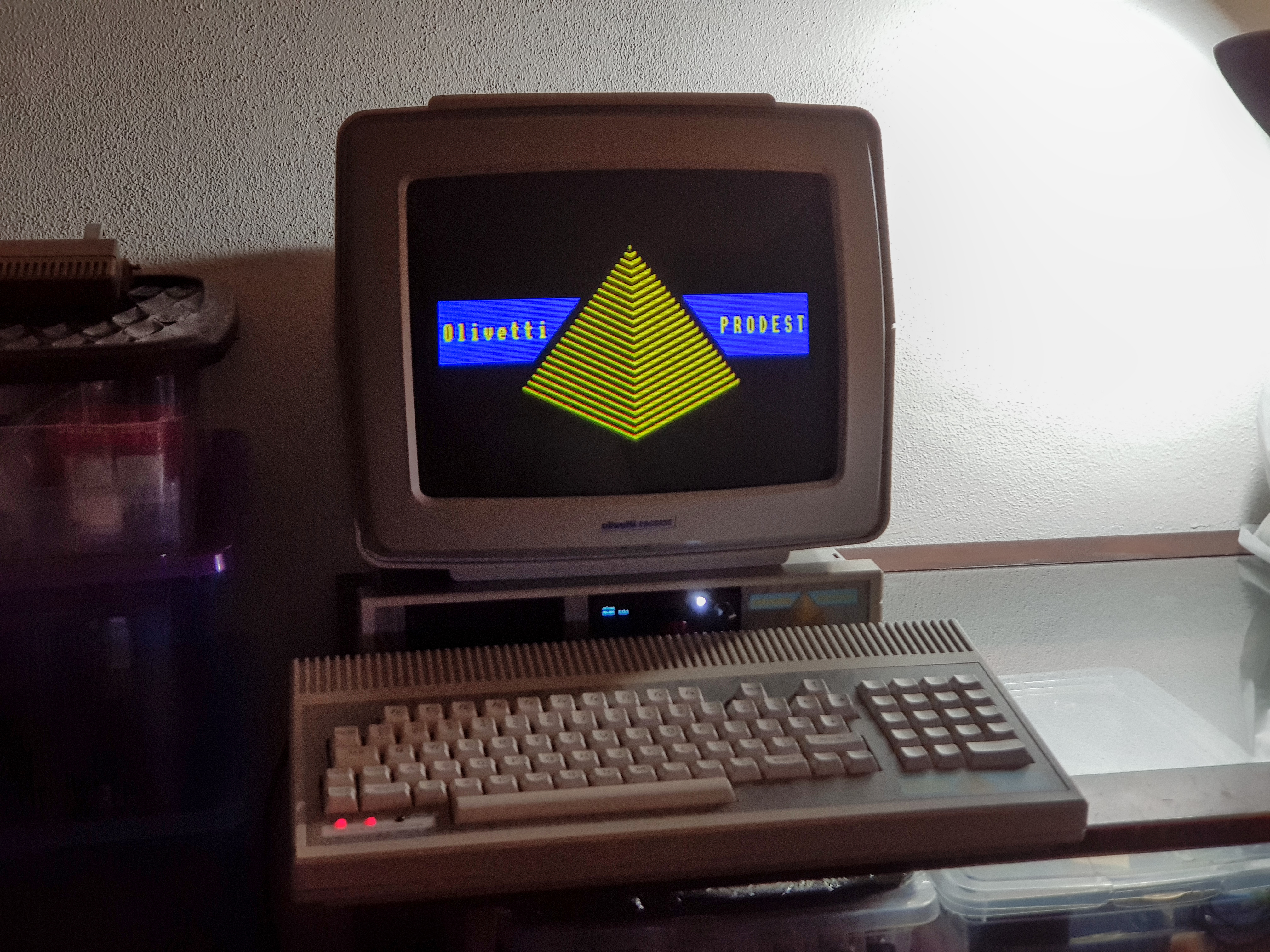
PC 128 S
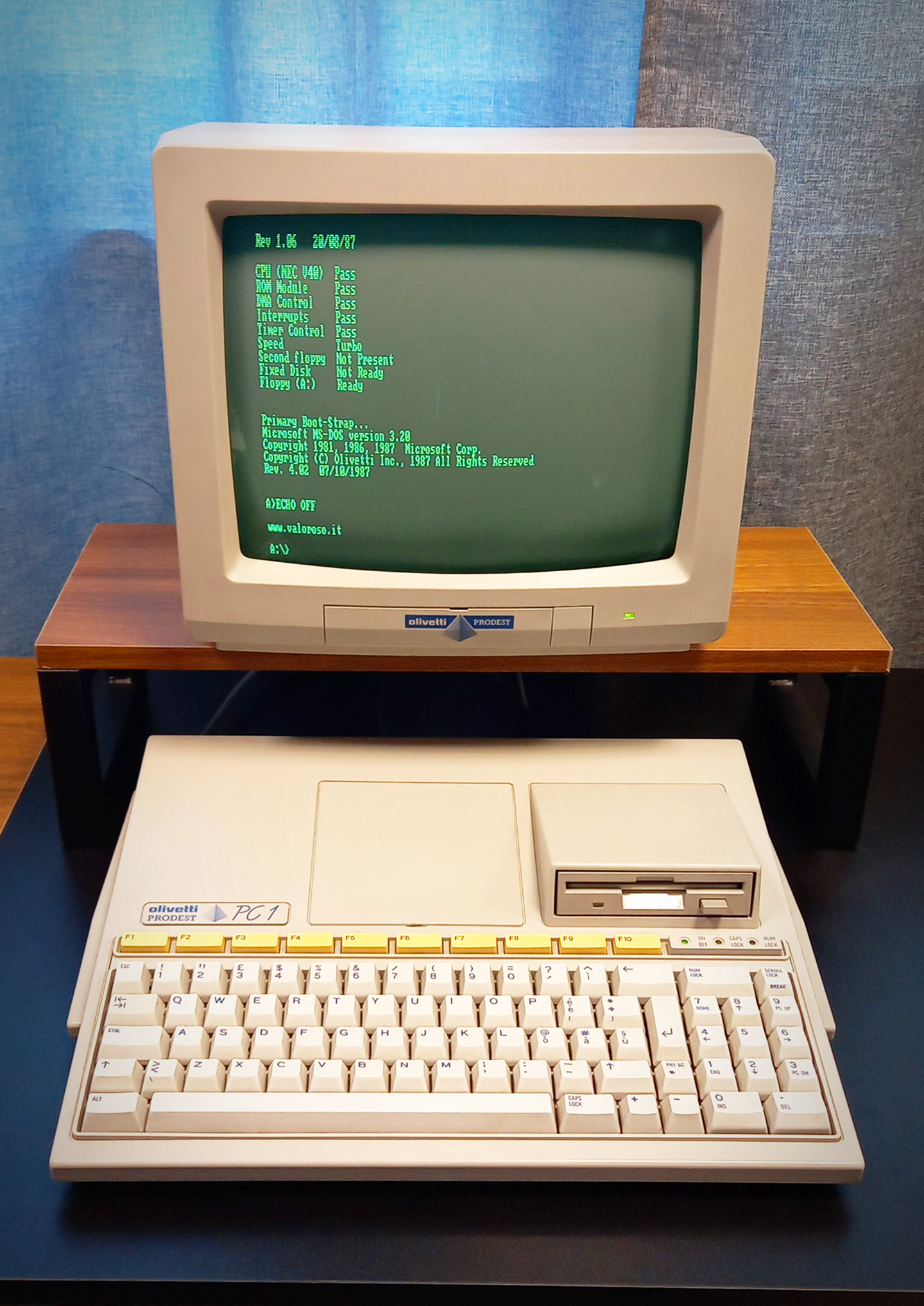
PC 1
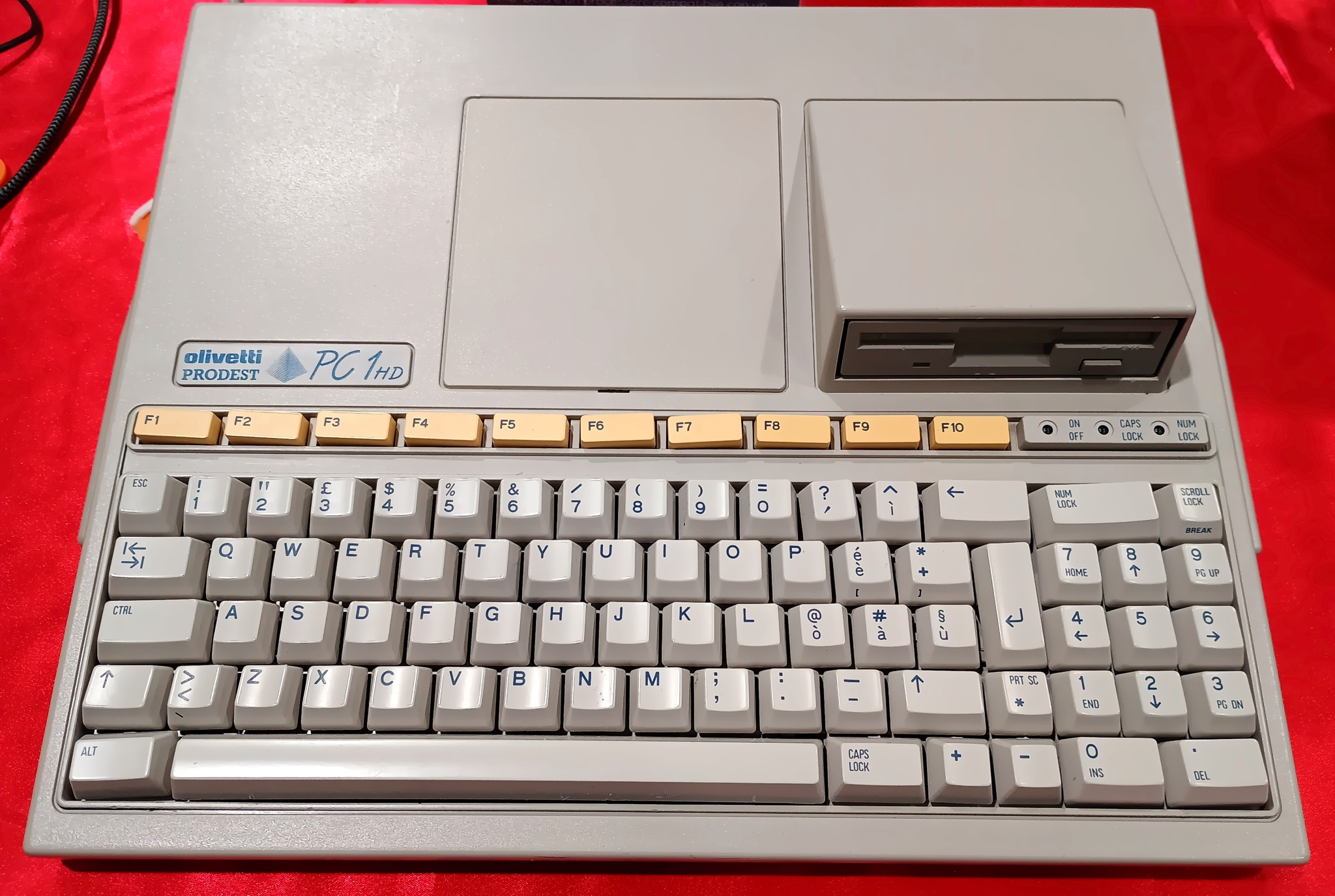
PC 1 HD